# Torre Bela
A Torre Bela é uma propriedade localizada em Azambuja, Portugal, maior área de terra agrícola murada de Portugal, com 1700 hectares. Pertencente  ao Duque de Lafões, na revolução do 25 de Abril foi tomada pelo povo, processo documentado no filme Torre Bela realizado por Thomas Harlan.
Hoje em dia é um excelente cercado de veados, gamos e javalis.
Em 2020 vai receber um dos maiores projetos fotovoltaicos do país, num investimento de 170 milhões de euros.

## Artigos relacionados
- Cooperativa Agrícola da Torre-Bela - filme de Luís Galvão Teles
- Torre Bela (filme) - de Thomas Harlan